# 怪味雞
怪味雞，又叫秧盆雞，是中國四川和重慶地區常見的冷盤食品，味道又麻又辣又甜還帶點酸味，吃時百味雜陳，故有「怪味」之稱。這道菜餚也是滿漢全席當中的菜色之一。